# Вибори до Державної думи Росії

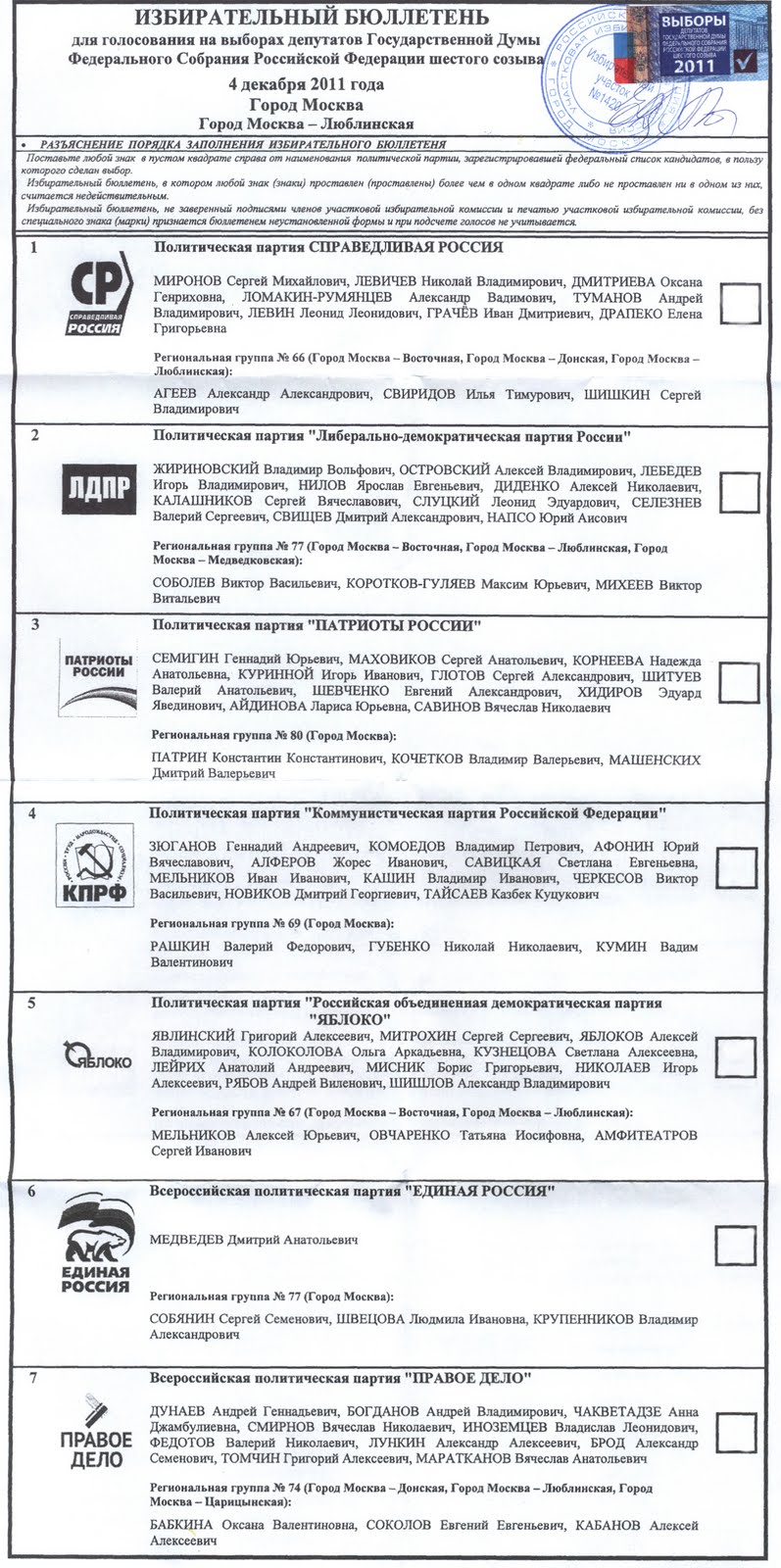
Виборчий бюлетень в ГД Росії, 2011 року.

Вибори депутатів Державної Думи Федеральних Зборів Російської Федерації — процедура загального, прямого і таємного голосування за визначення 450 депутатів Держдуми Росії на найближчі 5 років. Проводилися 7 разів:
- Вибори 1 скликання ДД: 12 грудня 1993;
- Вибори 2 скликання ДД: 17 грудня 1995;
- Вибори 3 скликання ДД: 19 грудня 1999;
- Вибори 4 скликання ДД: 7 грудня 2003;
- Вибори 5 скликання ДД: 2 грудня 2007;
- Вибори 6 скликання ДД: 4 грудня 2011.
- Вибори 7 скликання ДД: 18 вересня 2016.

Згідно з чинним російським законодавством, з 450 депутатських мандатів Державної Думи половина розподіляються між списками політичних партій, що отримали за результатами голосування виборців більше 5 % голосів. А друга половина депутатів — це переможці виборів в одномандатних округах. За такою ж схемою відбувалися вибори у Державну Думу I—IV скликань. На виборах ГД V і VI скликань прохідний бар'єр становив 7 %, а одномандатні округи були відсутні. Найближчі вибори в Державну Думу відбулися 18 вересня 2016 року

## Результати виборів у Державну думу Російської Імперії

### Державна дума Російської імперії I скликання(квітень— липень1906)
- Кадети — 179
- Трудовики — 97
- Національні меншини — 63 (в тому числі 25 мусульман, з них 12 татар)
- Меншовики — 16
- Октябристи — 16
- Незалежні — 103

### Державна дума Російської імперії II скликання (лютий— червень1907)
- Трудовики — 104
- Кадети — 99
- Національні меншини — 80 (в тому числі 35 мусульман, з них 15 татар)
- РСДРП — 65
- Есери — 37
- Чорносотенці — 33
- Октябристи — 19
- Незалежні — ?

### Державна дума Російської імперії 3 скликання (листопад1907— червень1912)
- Мусульманська фракція складалася з 10 депутатів, у тому числі 7 татар.

### Державна дума Російської Імперії 4 скликання (листопад1912— жовтень1917)
- Мусульманська фракція складалася з 6 депутатів, у тому числі 5 татар.

## Результати виборів у Державну думу Федеральних Зборів Російської Федерації

### Державна дума Росії 1 скликання (1994—1996)
- Ліберально-демократична партія Росії — 64;
- Вибір Росії (Політичний рух «Вибір Росії», Рух «Демократична Росія», Партія «Демократичні ініціативи» та Селянська партія Росії) — 64;
- Комуністична партія Російської Федерації — 42;
- Жінки Росії (Союз жінок Росії, Асоціація жінок-підприємців Росії, Союз жінок Військово-Морського Флоту) &— 23;
- Аграрна партія Росії — 37;
- Яблуко (партія) (Российский христианско-демократический союз — Новая демократия, Социал-демократическая партия Российской Федерации, РПРФ.) — 20;
- Партія російської єдності і згоди — 22;
- Демократична партія Росії — 14;
- Цивільний союз — 10 (Російський союз промисловців і підприємців (РСПП, президент — А. І. Вольський), партія Всеросійський союз «Оновлення» (співголова-координатор партії — А. П. Владіславлев), Російський соціал-демократичний центр (голова — О. Г. Румянцев), Асоціація промисловців і підприємців Росії (голова — В. В. Піскунов), Професійна спілка працівників лісових галузей РРФСР, Професійна спілка працівників будівництва і промисловості будівельних матеріалів РРФСР, Рух «Ветерани війн — за мир».);
- Російське рух демократичних реформ — 5;
- Гідність і милосердя — 3;
- Майбутнє Росії — Нові імена — 2 (Молодіжний рух на підтримку Народної партії Вільна Росія — Політичне Рух «Молоді соціал-демократи Росії» і Політико-економічна асоціація «Цивільний союз»);
- Конструктивно-екологічний рух Росії «Кедр» — 1;
- Незалежні — 130;

### Державна дума Росії 2 скликання (1996—2000)
- Комуністична партія Російської Федерації (КПРФ, Духовна спадщина) — 157;
- Ліберально-демократична партія Росії — 52;
- Наш дім — Росія — 55;
- Яблуко (Яблуко, Демократична альтернатива)— 41;
- Аграрна партія Росії — 20;
- Влада народу (Російський Загальнонародний Союз і Руху матерів «За соціальну справедливість».) — 9;
- Демократичний вибір Росії — Об'єднані демократи («Демократичний вибір Росії — Об'єднані демократи», Селянська партія Росії Ю. Черниченко, Російська партія соціальної демократії, і Конгрес національних об'єднань Росії) — 9;
- Конгрес російських громад — 5;
- Блок Івана Рибкіна (Регіони Росії, Союз Реалістів) — 3;
- Вперед, Росія — 3;
- Жінки Росії — 2;
- Памфілова-Гуров-Лисенко -(РПРФ) — 2;
- Блок незалежних — 1;
- Блок Станіслава Говорухіна («Народний Альянс» Андрія Головіна, РХДД, Всеросійське об'єднання профспілок)— 1;
- Блок 89 − 1;
- Комуністи — Трудова Росія — За СРСР — 1;
- Моя вітчизна — 1;
- Спільна справа — 1;
- Партія Російського єдності і згоди 1;
- Партія самоврядування трудящих — 1;
- Партія економічної свободи — 1;
- Перетворення вітчизни — 1;
- Профспілки — Промисловці Росії — Союз праці — 1;
- Незалежні — 77;

### Державна дума Росії 3 скликання (2000—2003)
- Комуністична партія Російської Федерації — 113;
- Єдність (Націонал-патріотична партія Росії, Покоління Кордону, Спілка ветеранів Афганістану, РХДП, Рефах, Моя сім'я)— 64, Рух в підтримку виборців;
- Вітчизна — Вся Росія (Вітчизна, Регіони Росії, За Рівноправність і справедливість, Союз російських християнських демократів — АПР)— 75;
- Союз правих сил (Нова сила, Росія Молода, ДСР, Селянська партія Росії) — 29;
- Блок Жириновського (ПСС і РПМ)— 17;
- Яблуко — 20;
- Наш дім — Росія — 7;
- Російський загальнонародний союз — 2;
- Рух на підтримку армії — 2;
- Духовна спадщина — 1;
- Блок Андрія Ніколаєва і Святослава Федорова Союз народовладдя і праці, ПСТ, Соцпартія трудящих, реалісти— 1;
- Конгрес російських громад — Рух Юрія Болдирєва — 1;
- Партія пенсіонерів — 1;
- Російська соціалістична партія — 1;
- Незалежні — 107;

### Державна дума Росії 4 скликання (2003—2007)
- Єдина Росія — 308;
- Комуністична партія Російської Федерації — 46;
- Ліберально-демократична партія Росії — 35;
- Батьківщина (Партія російських регіонів, Народна воля, Соціалістична єдина партія Росії) — 29;
- Незалежні — 67
- Народна партія Російської Федерації — 17
- Яблуко — 4
- СПС — 3
- КВІ — 3
- Партія пенсіонерів, партія соц справедливості — 1
- Партія відродження Росії і Російська партія життя — 3

### Державна дума Росії 5 скликання (2007—2011)
- Єдина Росія — 315;
- Комуністична партія Російської Федерації — 57;
- Ліберально-демократична партія Росії — 40;
- Справедлива Росія — 38;

### Державна дума Росії 6 скликання (2011—2016)
- Єдина Росія — 238;
- Комуністична партія Російської Федерації — 92;
- Справедлива Росія — 64;
- Ліберально-демократична партія Росії — 56;

### Державна дума Росії 7 скликання (2016–2021)

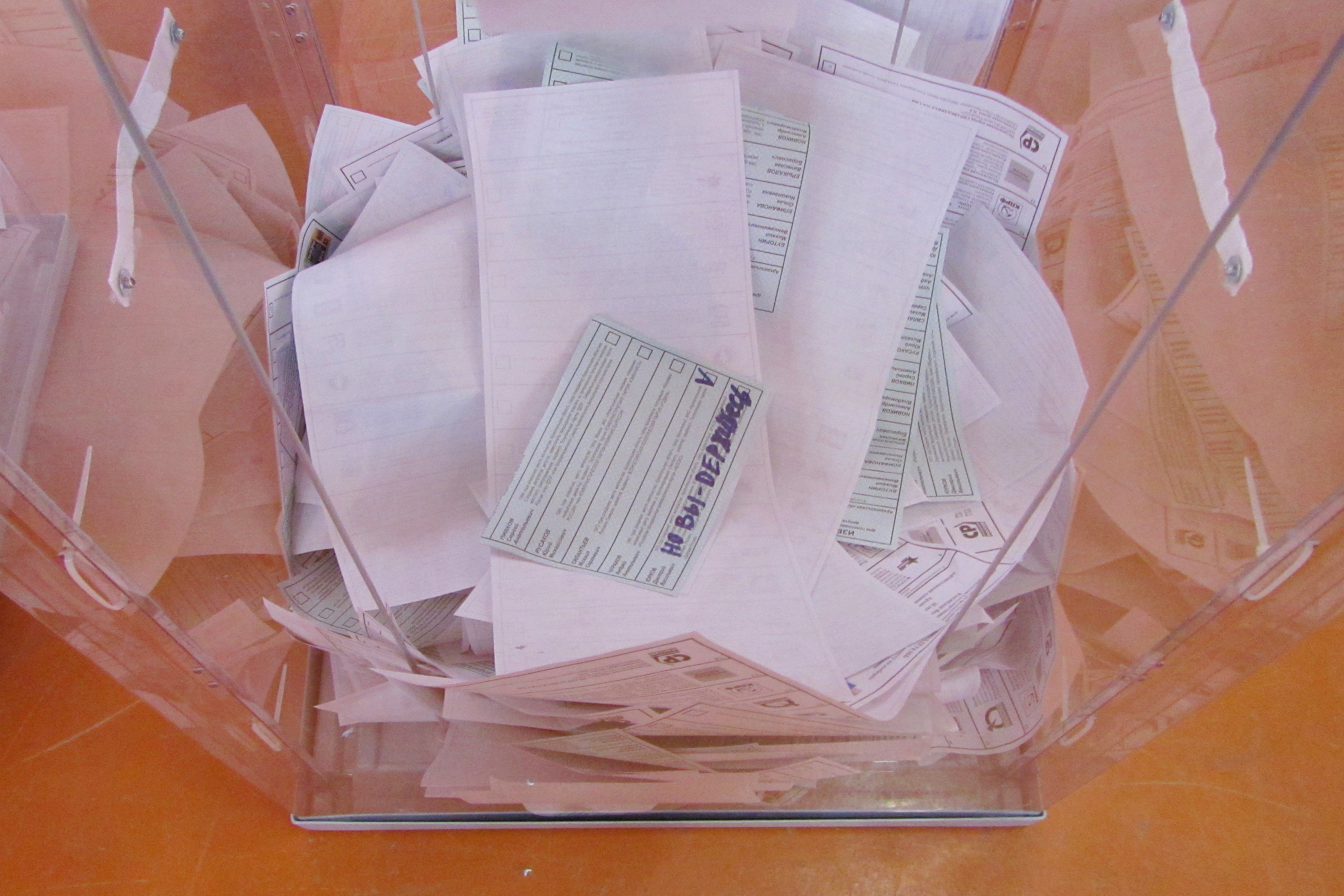
Виборча урна з бюлетнями

За попередніми оцінками підсумків голосування:
- Єдина Росія — 343[1];
- Комуністична партія Російської Федерації — 42;
- Ліберально-демократична партія Росії — 39;
- Справедлива Росія — 23;
- Інші партії і самовисуванець — 3;

Ці вибори стали першими в історії Росії, що проводились в Республіці Крим — Кримському півострові. 
Жителі Криму брали участь у виборах Держдуми сьомого скликання.
У Державну Думу Росії від Республіки Крим були обрані кілька депутатів: Руслан Бальбек, Наталя Поклонська, Андрій Козенко, Костянтин Бахарєв, Світлана Савченко, Михайло Шеремет.

### Цікаві факти
- Три партії брали участь у всіх семи виборах в Державну Думу — КПРФ, ЛДПР і «Яблуко».
- Дві партії були представлені в нижній палаті Парламенту всіх семи скликань — КПРФ і ЛДПР.
- Три партії ставали переможцями Виборів в ДД РФ при голосуванні за партійними списками — ЛДПР (1993), КПРФ (1995, 1999) і «Єдина Росія» (2003, 2007, 2011, 2016).
- Чотири партії мали відносне перше місце за кількістю мандатів в ДД РФ — ЛДПР, «Демократичний Вибір Росії» (1993 — за 64), КПРФ (1995—139, 1999—113) і «Єдина Росія» (2003—304, 2007—315, 2011—238).
- Рекорд за кількістю партій-учасниць виборів в ДД РФ відбувся у 1995 році — 43. Антирекорд у 2011 році — 7.